# Eduardo Falú
Eduardo Falú, né le 7 juillet 1923 à El Galpón (Province de Salta) et mort le 9 août 2013 dans la province de Córdoba, est un musicien, guitariste et auteur-compositeur argentin. Figure essentielle de la musique populaire dans son pays, il est l'auteur de 200 compositions principalement folkloriques, dont les célèbres La tonada del viejo amor (une tonada) et Zamba de la candelaria (une zamba argentine).

## Biographie
Il naît le 7 juillet 1923 dans la localité d'El Galpón, dans la Province de Salta. Ses parents, Fada et Juan Falú, immigrés syriens, sont de modestes commerçants. Son goût pour les airs folkloriques de sa région natale se développe dès ses plus jeunes années. Il reçoit sa première guitare à l'âge de 11 ans et en apprend les rudiments au contact d'un barbier local féru de musique.
Au sortir de l'adolescence, il étudie pour devenir enseignant, mais s'oppose à son père qui désapprouve ses aspirations musicales. Délaissant ses études, il se lance dans une carrière d'auteur-compositeur et collabore avec de grands noms de la poésie contemporaine argentine et notamment César Perdiguero, avec qui il compose des chansons sur la condition humaine. De ce partenariat, naît sa renommée. Partiellement autodidacte, Eduardo Falú approfondit ses aptitudes de guitariste et bénéficie de l'enseignement du compositeur Carlos Guastavino pour l'apprentissage de l'harmonie et de la théorie.
Il est remarqué par le programmateur d'une station de radio de Buenos Aires, où il s'installe en 1945. Alors que le tango et le boléro dominent les ondes, Eduardo Falú participe avec d'autres artistes musiciens, comme Atahualpa Yupanqui et Mercedes Sosa qu'il accompagne à la guitare, à l'émergence d'un intérêt du public pour les airs traditionnels à travers des enregistrements, des performances radiophoniques et des concerts. Il enregistre son premier album en 1950.
Associé au mouvement de la nueva cancion (nouvelle chanson), propre à la décennie 1960-1970, qui allie airs folkloriques et dénonciations des injustices sociales, la vision d'Eduardo Falú se garde pourtant de toute pensée ouvertement politique. « Mon travail n'a jamais été au service d'une ligne politique », confie-t-il lors d'une interview accordée au journal El País en 1980. « Mais dans l'attitude de tout homme, il y'aura toujours des valeurs pérennes et éternelles qui ont rapport à la destinée, l'amour et la loyauté. Car ce sont les valeurs qui inspirent l'art ».
Dès la fin des années 1950, il enchaîne des tournées internationales, en France, aux États-Unis, au Japon, mais aussi en URSS. Au fil du temps, il est accompagné dans ses déplacements par son fils Juan Falù, également guitariste, né de son mariage avec Aida Nefer Fidelibus.
Au cours de sa carrière, Eduardo Falú met en musique les textes de nombreux poètes, comme La Atardecida de Manuel Castilla et Zamba de la Candelaria de Jaime Dávalos, mais aussi d'écrivains comme, Romance de la Muerte de Juan Lavalle de Jorge Luis Borges et José Hernández d'Ernesto Sábato. Il est l'auteur de plus de 200 morceaux et son œuvre est récompensée en 1985 par l'obtention du prix Konex, la plus haute distinction dans le domaine culturel argentin, ainsi qu'un Grand Prix attribué par la Société des Compositeurs de musique argentins (SADAIC), dont il était le vice-président.
Son dernier album, paru en 2009, est un hommage au guitariste classique espagnol Andrés Segovia.
Eduardo Falú meurt le 9 août 2013 à son domicile dans la province de Córdoba, âgé de 90 ans.

## Discographie (non exhaustive)
- Suite Argentina pour guitare, cordes, cor et clavecin - Eduardo Falú, guitare ; ensemble La Camerata Bariloche (1979, Philips 812 287-2) (OCLC 55628553) — avec Jeromita Linares pour guitare et quatuor à cordes de Carlos Guastavino.

### Albums
- 1985 : Resolana
- 1991 : Tonada Del Viejo Amor
- 1991 : Eduardo Falú y la Canareta Bariloche
- 1995 : Ayer Y Hoy
- 2007 : Falu Interpreta a Falu
- 2007 : Falu/Camerata Bariloche

### Compilations
- 2003 : El Sueno de Mi Guitarra
- 2007 : Como Yo lo Siento